# حي الحصبة

تعديل مصدري - تعديل

حي الحصبة أحد أحياء مديرية الثورة - محافظة أمانة العاصمة - اليمنية. بلغ عدد سكانه 22,083 نسمة حسب التعداد السكاني في اليمن لعام 2004. يقع في شمال صنعاء.

## التعداد السكاني
| عدد المساكن | عدد الأسر | السكان (الذكور) | السكان (الأناث) | إجمالي السكان |
| ----------- | --------- | --------------- | --------------- | ------------- |
| 3572        | 3468      | 12856           | 9227            | 22083         |

### الحارات
| الحارة               | عدد المساكن | عدد الأسر | السكان (الذكور) | السكان (الأناث) | إجمالي السكان |
| -------------------- | ----------- | --------- | --------------- | --------------- | ------------- |
| حارة صوفان           | 207         | 195       | 770             | 663             | 1433          |
| حارة الدفعي          | 1249        | 1181      | 4454            | 3419            | 7873          |
| حارة الحصبة الشمالية | 786         | 763       | 2511            | 1990            | 4501          |
| حارة صدر الشمس       | 958         | 963       | 3893            | 2107            | 6000          |
| حارة بئر الحواتي     | 372         | 366       | 1228            | 1048            | 2276          |
| الإجمالي             | 3572        | 3468      | 12856           | 9227            | 22083         |